# Sportsklubben Brann 1992
Questa pagina raccoglie i dati riguardanti lo Sportsklubben Brann nelle competizioni ufficiali della stagione 1992.

## Stagione
Il Brann chiuse il campionato al settimo posto finale. L'avventura in Norgesmesterskapet, invece, si chiuse al terzo turno per mano del Fana. I calciatori più utilizzati in stagione furono Per Egil Ahlsen, Trond Egil Soltvedt e Ole Erik Stavrum, con 25 presenze ciascuno (22 in campionato e 3 nella coppa nazionale): furono gli unici a non saltare alcun incontro ufficiale in questa annata.

## Rosa
| N. |                     | Ruolo | Calciatore            |
| -- | ------------------- | ----- | --------------------- |
|    | Norvegia (bandiera) | P     | Per Andreas Haftorsen |
|    | Norvegia (bandiera) | P     | Thor André Olsen      |
|    | Svezia (bandiera)   | D     | Joachim Björklund     |
|    | Norvegia (bandiera) | D     | Geirmund Brendesæter  |
|    | Norvegia (bandiera) | D     | Anders Giske          |
|    | Norvegia (bandiera) | D     | Ken Hasle             |
|    | Norvegia (bandiera) | D     | Erik Johannessen      |
|    | Norvegia (bandiera) | D     | Tommy Kolseth         |
|    | Norvegia (bandiera) | D     | Ole Erik Stavrum      |
|    | Norvegia (bandiera) | D     | Rune Vindheim         |
|    | Norvegia (bandiera) | D     | Roy Wassberg          |
|    | Norvegia (bandiera) | C     | Per Egil Ahlsen       |

| N. |                        | Ruolo | Calciatore          |
| -- | ---------------------- | ----- | ------------------- |
|    | Norvegia (bandiera)    | C     | Lars Bakkerud       |
|    | Norvegia (bandiera)    | C     | Tore Hadler-Olsen   |
|    | Svezia (bandiera)      | C     | Patrik Hansson      |
|    | Norvegia (bandiera)    | C     | Per Hilmar Nybø     |
|    | Norvegia (bandiera)    | C     | Trond Egil Soltvedt |
|    | Polonia (bandiera)     | A     | Marek Filipczak     |
|    | Norvegia (bandiera)    | A     | Sten Glenn Håberg   |
|    | Svezia (bandiera)      | A     | Göran Holter        |
|    | Norvegia (bandiera)    | A     | Kjell Mjøs          |
|    | Inghilterra (bandiera) | A     | Trevor Morley       |
|    | Norvegia (bandiera)    | A     | Arild Stavrum       |

## Calciomercato

### Sessione invernale
| Acquisti | Acquisti              | Acquisti       | Acquisti   |
| R.       | Nome                  | da             | Modalità   |
| -------- | --------------------- | -------------- | ---------- |
| P        | Per Andreas Haftorsen | Haugar         | definitivo |
| C        | Lars Bakkerud         | Fram Larvik    | definitivo |
| C        | Patrik Hansson        | Öster          | definitivo |
| C        | Trond Egil Soltvedt   | Viking         | definitivo |
| A        | Göran Holter          | IFK Norrköping | definitivo |

| Cessioni | Cessioni           | Cessioni | Cessioni   |
| R.       | Nome               | a        | Modalità   |
| -------- | ------------------ | -------- | ---------- |
| D        | Morten Kristiansen |          | svincolato |
| D        | Atle Torvanger     | Sogndal  | definitivo |
| C        | Lennart Fridh      |          | svincolato |

### Sessione estiva
| Acquisti | Acquisti      | Acquisti     | Acquisti   |
| R.       | Nome          | da           | Modalità   |
| -------- | ------------- | ------------ | ---------- |
| D        | Anders Giske  | Colonia      | definitivo |
| A        | Trevor Morley | West Ham Utd | prestito   |

| Cessioni | Cessioni      | Cessioni     | Cessioni      |
| R.       | Nome          | a            | Modalità      |
| -------- | ------------- | ------------ | ------------- |
| A        | Trevor Morley | West Ham Utd | fine prestito |

## Risultati

### Eliteserien

#### Girone di andata
| Arbitro: | Nordby |

|                              |           |                |
| Skogheim 2’ Belsvik 21’, 44’ | Marcatori | 89’ O. Stavrum |

| Bergen 3 maggio 1992, ore ??:?? 2ª giornata | Brann  | 0 – 0 referto | Lillestrøm | Brann Stadion (11.068 spett.)\| Arbitro: \| Nervik \| |
| Arbitro:                                    | Nervik |               |            |                                                       |

| Minde 10 maggio 1992, ore ??:?? 3ª giornata | Start    | 0 – 0 referto | Brann | Øverl. Minde (6.911 spett.)\| Arbitro: \| Pedersen \| |
| Arbitro:                                    | Pedersen |               |       |                                                       |

| Arbitro: | Hollung |

|                                       |           |              |
| Hansson 37’ Morley 45’ O. Stavrum 63’ | Marcatori | 25’ Meinseth |

| Arbitro: | Olsen (Kristiansand) |

|           |           |                |
| J. Flo 5’ | Marcatori | 42’ O. Stavrum |

| Arbitro: | Aass |

|                             |           |                               |
| Kaasa 51’, 76’ Karlsrud 58’ | Marcatori | 27’ Hansson 45’, 52’ Soltvedt |

| Arbitro: | Singsaas |

|            |           |  |
| Morley 11’ | Marcatori |  |

| Arbitro: | Larsgård |

|                                         |           |            |
| Kowalik 27’ Johansen 58’ Sokołowski 72’ | Marcatori | 16’ Holter |

| Arbitro: | Nervik |

|                     |           |                                       |
| Morley 78’ Nybø 83’ | Marcatori | 1’ Kristiansen 35’ Sundgot 73’ Rekdal |

| Arbitro: | Nordby |

|                           |           |  |
| Dahlum 8’ Leonhardsen 88’ | Marcatori |  |

| Arbitro: | Pedersen |

|                       |           |  |
| Holter 33’ Morley 36’ | Marcatori |  |

#### Girone di ritorno
| Arbitro: | Aass |

|                                    |           |            |
| Holter 12’ Soltvedt 25’ Ahlsen 89’ | Marcatori | 87’ Nordli |

| Arbitro: | Nordby |

|                                           |           |            |
| Mjelde 44’ Buer 60’ Nysæther 65’ Berg 76’ | Marcatori | 80’ Håberg |

| Arbitro: | Pedersen |

|  |           |              |
|  | Marcatori | 39’ Strandli |

| Arbitro: | Olsen (Kristiansand) |

|              |           |              |
| Fjetland 63’ | Marcatori | 81’ Wassberg |

| Arbitro: | Olsen (Kristiansand) |

|                       |           |                          |
| Nybø 11’ Soltvedt 29’ | Marcatori | 79’ J. Flo 88’ Torvanger |

| Drammen 30 agosto 1992, ore ??:?? 17ª giornata | Brann    | 0 – 0 referto | Kongsvinger | Marienlyst Stadion (7.900 spett.)\| Arbitro: \| Haugstad \| |
| Arbitro:                                       | Haugstad |               |             |                                                             |

| Arbitro: | Kvam |

|           |           |              |
| Sundby 8’ | Marcatori | 36’ Wassberg |

| Arbitro: | Olsen (Kristiansand) |

|            |           |           |
| Holter 14’ | Marcatori | 89’ Rismo |

| Arbitro: | Thorp |

|           |           |              |
| Dahle 54’ | Marcatori | 10’ Soltvedt |

| Arbitro: | Halle (Molde) |

|              |           |                  |
| Soltvedt 30’ | Marcatori | 15’ Ingebrigtsen |

| Arbitro: | Haugstad |

|            |           |             |
| Friise 68’ | Marcatori | 28’ Hansson |

### Coppa di Norvegia
|  | Lyngbø | 1 – 3 | Brann |  |

|  | Vidar | 1 – 3 | Brann |  |

|  | Fana | 1 – 0 | Brann |  |

## Statistiche

### Statistiche di squadra
| Competizione      | Punti | In casa | In casa | In casa | In casa | In casa | In casa | In trasferta | In trasferta | In trasferta | In trasferta | In trasferta | In trasferta | Totale | Totale | Totale | Totale | Totale | Totale | DR |
| Competizione      | Punti | G       | V       | N       | P       | Gf      | Gs      | G            | V            | N            | P            | Gf           | Gs           | G      | V      | N      | P      | Gf     | Gs     | DR |
| ----------------- | ----- | ------- | ------- | ------- | ------- | ------- | ------- | ------------ | ------------ | ------------ | ------------ | ------------ | ------------ | ------ | ------ | ------ | ------ | ------ | ------ | -- |
| Eliteserien       | 24    | 11      | 4       | 5       | 2       | 15      | 10      | 11           | 0            | 7            | 4            | 11           | 20           | 22     | 4      | 12     | 6      | 26     | 30     | -4 |
| Coppa di Norvegia | -     | 0       | 0       | 0       | 0       | 0       | 0       | 3            | 2            | 0            | 1            | 6            | 3            | 3      | 2      | 0      | 1      | 6      | 3      | +3 |
| Totale            | -     | 11      | 4       | 5       | 2       | 15      | 10      | 14           | 2            | 7            | 5            | 17           | 23           | 25     | 6      | 12     | 7      | 32     | 33     | -1 |

### Statistiche dei giocatori
| Giocatore       | Eliteserien | Eliteserien | Coppa di Norvegia | Coppa di Norvegia | Totale   | Totale |
| Giocatore       | Presenze    | Reti        | Presenze          | Reti              | Presenze | Reti   |
| --------------- | ----------- | ----------- | ----------------- | ----------------- | -------- | ------ |
| P. Ahlsen       | 22          | 1           | 3                 | 0                 | 25       | 1      |
| L. Bakkerud     | 13          | 0           | 1                 | 0                 | 14       | 0      |
| J. Björklund    | 13          | 0           | 1                 | 0                 | 14       | 0      |
| G. Brendesæter  | 11          | 0           | 0                 | 0                 | 11       | 0      |
| M. Filipczak    | 2           | 0           | 0                 | 0                 | 2        | 0      |
| A. Giske        | 3           | 0           | 1                 | 0                 | 4        | 0      |
| S. Håberg       | 12          | 1           | 3                 | 1                 | 15       | 2      |
| T. Hadler-Olsen | 7           | 0           | 3                 | 0                 | 10       | 0      |
| P. Haftorsen    | 8           | 0           | 2                 | 0                 | 10       | 0      |
| P. Hansson      | 15          | 3           | 0                 | 0                 | 15       | 3      |
| K. Hasle        | 22          | 0           | 2                 | 1                 | 24       | 1      |
| G. Holter       | 21          | 4           | 2                 | 0                 | 23       | 4      |
| E. Johannessen  | 4           | 0           | 0                 | 0                 | 4        | 0      |
| T. Kolseth      | 15          | 0           | 3                 | 0                 | 18       | 0      |
| K. Mjøs         | 3           | 0           | 2                 | 0                 | 5        | 0      |
| T. Morley       | 8           | 4           | 3                 | 1                 | 11       | 5      |
| P. Nybø         | 18          | 2           | 2                 | 0                 | 20       | 2      |
| T. Olsen        | 15          | 0           | 1                 | 0                 | 16       | 0      |
| T. Soltvedt     | 22          | 6           | 3                 | 2                 | 25       | 8      |
| A. Stavrum      | 1           | 0           | 0                 | 0                 | 1        | 0      |
| O. Stavrum      | 22          | 3           | 3                 | 1                 | 25       | 4      |
| R. Vindheim     | 8           | 0           | 2                 | 0                 | 10       | 0      |
| R. Wassberg     | 18          | 2           | 2                 | 0                 | 20       | 2      |